# Loweriella boltoni
Loweriella boltoni (лат.) — вид мелких муравьёв подсемейства Долиходерины, единственный в составе монотипического рода Loweriella. Эндемик острова Калимантан.

## Распространение
Юго-Восточная Азия: Саравак, Бруней и Малайзия.

## Описание
Мелкие муравьи размером около 2—3 мм. Усики 12-члениковые. Формула щупиков: 6,4. Мандибулы с многочисленными мелкими зубчиками: от 9 до 12. Формула шпор голеней: 1,1 (простые). Глаза развиты. Усиковые бороздки и жало отсутствуют. Окраска тела желтовато-коричневая.

## Систематика
Единственный вид рода Loweriella Shattuck, 1992 из трибы
Bothriomyrmecini. Близок к роду Ravavy.

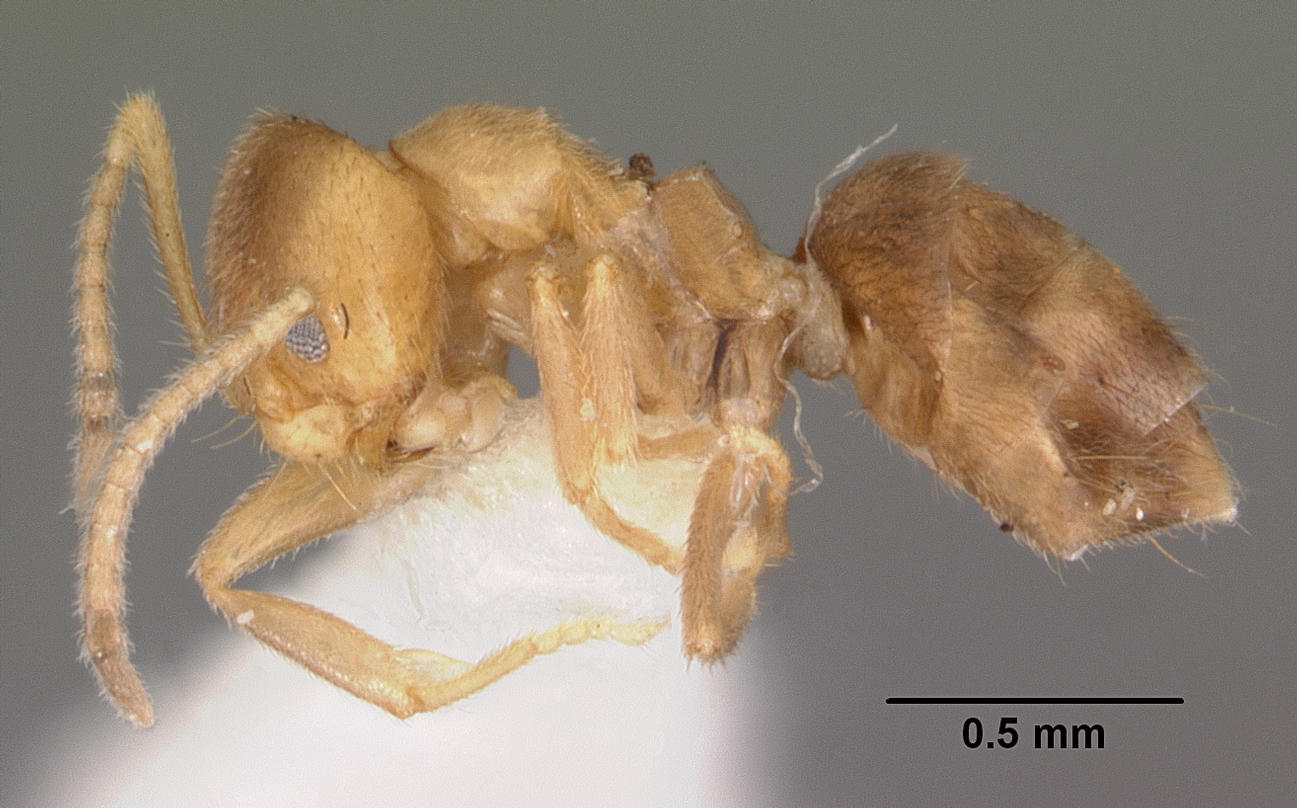
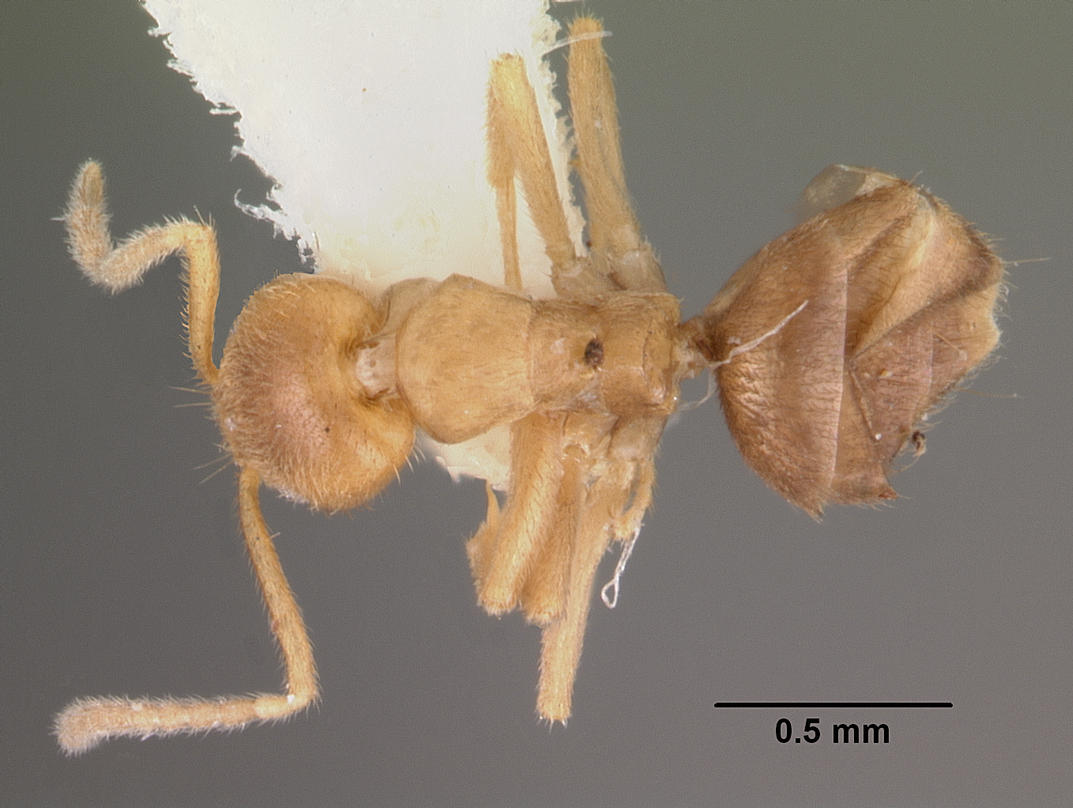
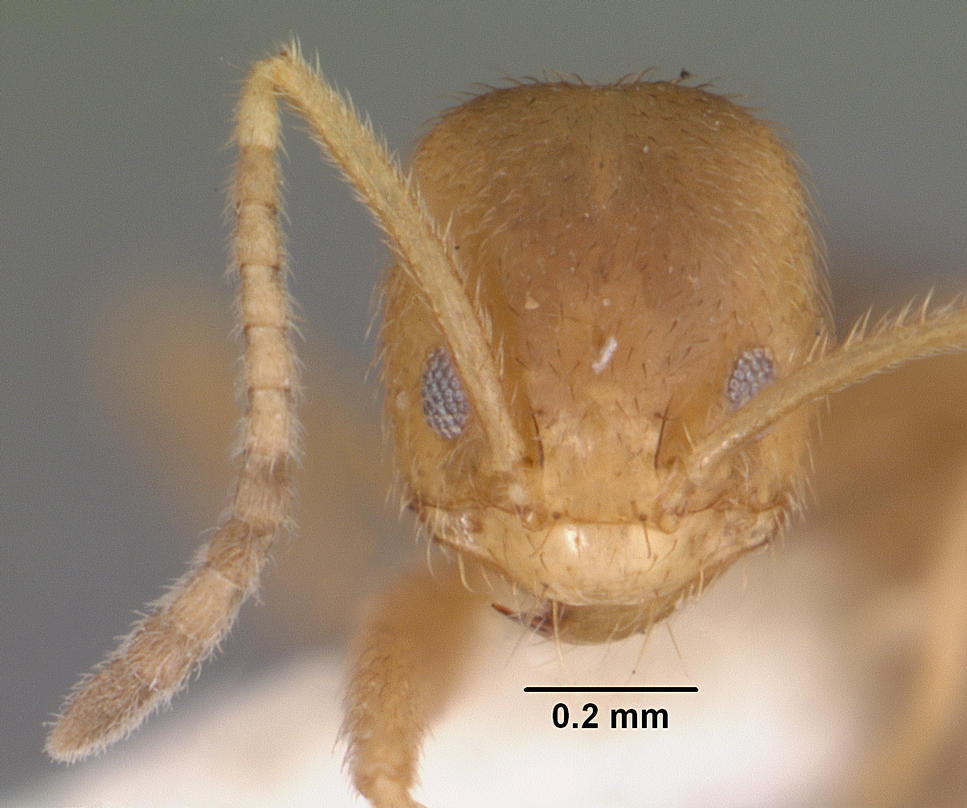
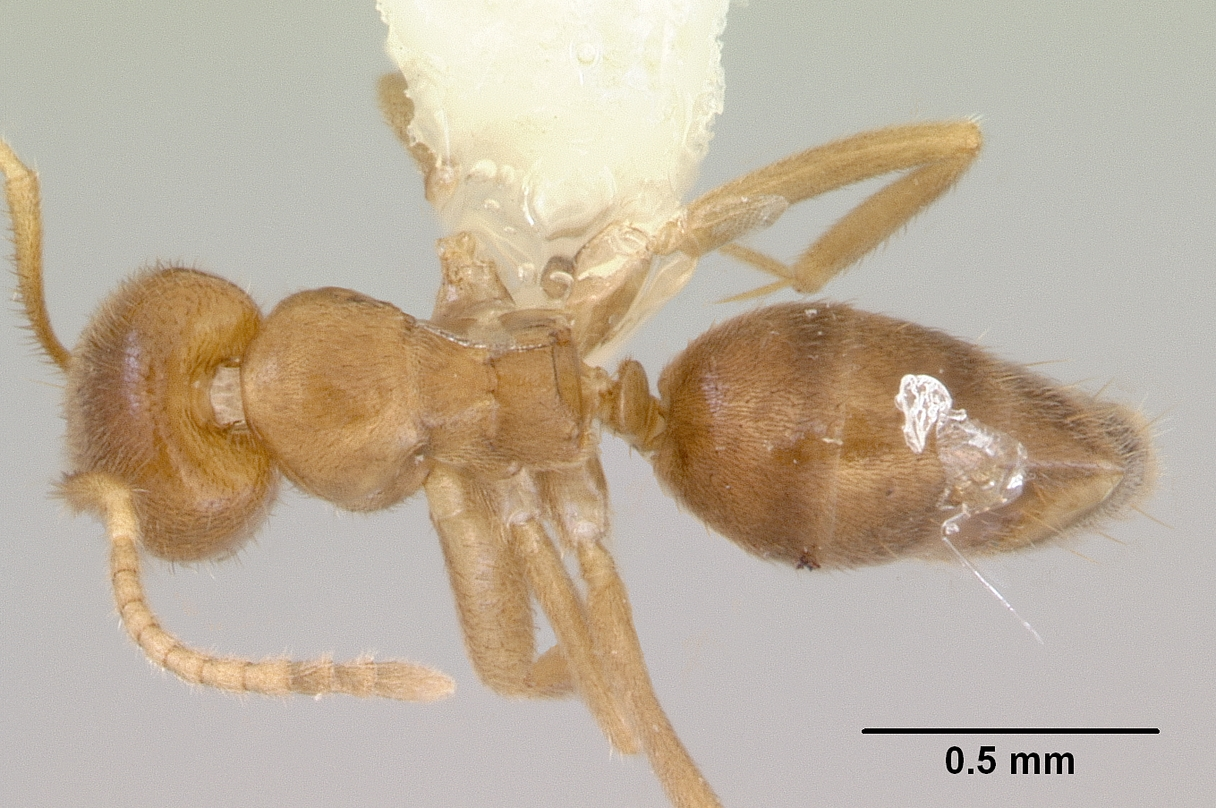